# FM FOLK KIDS
『FM FOLK KIDS』は、エフエム北海道（AIR-G'）で放送されている、フォークソング専門のラジオ番組。